# The Prince of Tennis
The Prince of Tennis (テニスの王子様, Tenisu no Ōjisama) é um mangá e anime criado por Takeshi Konomi. O título é muitas vezes abreviado para TeniPuri (テニプリ). Enquanto o anime, que foi exibido pela TV Tokyo, teve início em 2001 e acabou em 2005, o mangá (que começou a ser serializado em 2000 pela Shōnen Jump) foi finalizado no ano de 2008 com 379 capítulos. A série, que é considerada uma das séries japonesas de maior sucesso de todos os tempos, também deu origem a um filme e a vários musicais.

## Enredo
A história se passa em Tóquio, focado em Seishun Gakuen (青春学園), mais comumente chamado de Seigaku, uma escola particular conhecida, principalmente, pelo seu clube de tênis e jogadores talentosos. Inicia-se quando um aluno chamado Echizen Ryoma se transfere para essa escola e começa a se destacar por suas habilidades no esporte ao derrotar, rapidamente, diversos veteranos.
Na estrada para alcançar seu sonho de ganhar o Torneio Nacional de Ténis das Escolas Secundárias, os titulares do time do Seigaku, com seu mais novo membro, Echizen Ryoma, fazem novas amizades e aprendem diversas técnicas complexas.

## Escolas

### Seigaku
- Ryoma Echizen (越前 リョーマ, Echizen Ryōma) Seiyuu: Junko Minagawa

Nascimento: 24 de Dezembro.
Técnicas: Twist Serve, Twist Smash, Twist Serve Tornado, Drive A, Drive B, Cool Drive, Muga no Kyōchi, Samurai no Me, One-footed Split Step, Nitouryuu, Samurai Zone (Tezuka Zone), Hyaku Ren Jitoku no Kiwami e Cyclone Smash.
O protagonista da série. Ele se transfere para Seigaku assim que volta dos Estados Unidos, após ter passado lá quatro anos. Sua aparência e auto-confiança o faz popular entre as garotas, mas ele parece não perceber por estar concentrado somente no tênis. Apesar de ser canhoto, ele joga com a mão direita para poder testar seu oponentes. Uma de suas maiores habilidades é a capacidade de aprender um novo movimento após vê-lo algumas poucas vezes. Sua matéria favorita é Inglês. Sua frase favorita é "Mada mada dane", que pode ser traduzida como "Você ainda não chegou lá" ou "Você ainda tem um longo caminho a pecorrer". E também "Você ainda tem muito o que aprender"
Ryoma costuma ser arrogante e tende a provocar seus oponentes antes do começo da partida. Ele é quieto por natureza, mas não tem problema em enfrentar o que vier, por isso, acaba sendo um tanto imprudente, apesar de, dificilmente, perder o controle.
No início da série, suas habilidades não passam de uma cópia das do seu pai, Nanjiro Echizen, mas após diversos jogos e com a ajuda do capitão do time da Seigaku, Tezuka Kunimitsu, Ryoma percebe que deve criar seus próprio estilo de tênis e que existem muitos jogadores bons e com estilos diferentes.
- Kunimitsu Tezuka (手塚 国光, Tezuka Kunimitsu) Seiyuu: Ryotaro Okiayu

Ele é o capitão do clube de tênis da Seigaku, sendo considerado um jogador de nível nacional. Tezuka entra na Seigaku aos doze anos de idade, na sétima série, desde cedo tinha o sonho de levar a Seigaku até os campeonatos nacionais. Ele jogou contra todos os titulares e o capitão da Seigaku na época, vencendo sem maiores dificuldades. Como Ryoma Echizen, Tezuka consegue jogar perfeitamente com a mão esquerda e a direita, por conta de seu talento, no primeiro ano da Seigaku, um titular estressado por ter perdido para Tezuka que usava a mão direita (mesmo sendo canhoto)o que ele considerou um desrespeito, bateu no cotovelo esquerdo de Tezuka com a raquete, causando uma lesão em seu cotovelo esquerdo, o que se torna um problema para ele ao decorrer da série.
Tezuka se tona um capitão bom, severo e que respeita as regras fazendo os outros as obedecerem também. Um líder nato.
Desde que Ryoma entra na escola, Tezuka tenta fazê-lo perceber como o seu tênis é apenas uma cópia da do seu pai e que ele não é o único bom jogador de tênis do mundo, o ajudando a encontrar o seu próprio estilo como jogador.
Os melhores amigos de Tezuka são Suichiro Oishi e Syusuke Fuji.
O estilo de tezuka se chama "A ZONA TEZUKA": Que "atrai as bolas", ele joga de uma forma que as bolas do oponente volte para ele.
- Suichiro Oishi (大石 秀一郎, Ōishi Shūichirō) Seiyuu: Takayuki Kondō

Ele está no nono ano e é o vice-capitão do clube de tênis da Seigaku. Suichiro sempre se preocupou muito com tezuka, sempre desejando a ele o melhor e sempre se preocupou muito também com o clube e com todos os jogadores que o compõe. Suichiro junto com Eiji Kikumaru formam a melhor dupla de tênis da Seigaku, apelidada de "A Dupla de Ouro da Seigaku (Golden Pair)". Suichiro tem como principal devolução o Voleio Lunar.
Ele faz com que a bola vá, o mais longe possível da quadra impedindo o oponente de pegá-la.
- Syusuke Fuji (不二 周助, Fuji Shūsuke) Seiyuu: Yuki Kaida

Considerado o gênio da Seigaku e portador de grande beleza, Syusuke joga na Simples 2. Ele também está no nono ano e tem uma irmã mais velha, que quase nunca aparece, e um irmão mais novo: Yuuta Fuji que também joga tênis, só que na St. Rudolphi. Syusuke sempre se preocupa muito com seu irmão que finji não ligar.
Syusuke é um gênio, considerado por Ryoma "um bom jogador".
- Kikumaru Eiji (菊丸 英二, Kikumaru Eiji) Seiyuu: Hiroki Takahashi

Eiji é um jogador de tênis lindo e engraçado, companheiro de Oishi nas duplas e estudante do nono ano.
Eiji possui um jogo acrobático, se desviando das bolas que ele "não gosta" devolvendo-as em uma posição melhor e tem a capacidade de distingüir as coisas que estão em movimento e recordista de velocidade de todas as escolas, sendo estas as suas grandes vantagens. Em relação aos estudos, Eiji é um aluno desligado.
- Takashi Kawamura (河村 隆, Kawamura Takashi) Seiyuu: Naru Kawamoto

Kawamura Takashi é jogador do nono ano e possuidor de uma grande força. Seu pai é um sushiman e ele se sente forçado a seguir a profissão do pai e tomar conta do restaurante da família, pretendendo fazer isso, mesmo que no fundo, não seja isso que ele queira.
Kawamura sem a raquete é uma pessoa fraca e sem auto-estima, com medo das pessoas. Com a raquete, seu comportamento muda de um "fracote" para um jogador muito mais forte e auto-confiante, não tendo medo de nada e de ninguém. Às vezes, Kawamura joga duplas com seu grande amigo Syusuke.
- Sadaharu Inui (乾 貞治, Inui Sadaharu) Seiyuu: Kenjirō Tsuda

Sadaharu é um jogador que usa como base em seu treinamento os dados. Possui uma obsessão em particular pelo jogo de Tezuka. Sadaharu para fortalecer o seu corpo inventa sucos estranhos com gostos e cores horrendas. É um jogador muito sábio e inteligente que vê através das decepções, sempre em busca de melhoras.
Às vezes, Sadaharu joga em dupla com Kaidō.
- Takeshi Momoshiro (桃城 武, Momoshiro Takeshi) Seiyuu: Masaya Onosaka

Jogador forte, simpático, melhor amigo de Ryoma. Momoshiro, ou, como gosta de ser chamado: Momo é um jogador da oitava série. Ele é o típico jogador que depois de uma derrota, volta com tudo à quadra. Ele e Ryoma passam muito tempo juntos comendo hamburguers, batatas fritas e refrigerantes, e também jogando Tênnis de Rua.
- Kaoru Kaidō (海堂 薫, Kaidō Kaoru) Seiyuu: Kiyasu, Kohei

Jogador apelidado de Cobra ou Víbora por conta de seu rosto ofídico e seus golpes: Snake Shot (Tiro da Cobra) e Snake Boomerang (Bumerangue da Cobra).
No início, Kaidō não falava com ninguém, mas com o passar do tempo, vê em Sadaharu um amigo e um grande professor. Às vezes, joga em duplas com Inui. Também é rival de Momoshiro.

### Fudomine
- Kippei Tachibana (capitão)
- Akira Kamio (sub-capitão)
- Shinji Ibu
- Tetsu Ishida
- Masaya Sakurai
- Tatsunori Mori
- Kyousuke Uchimura

### St. Rudolph
- Yoshirou Akazawa (capitão)
- Takuya Nomura (sub-capitão)
- Hajime Mizuki
- Yuuta Fuji
- Shinya Yanagisawa
- Atsushi Kisarazu
- Ichirou Kaneda

### Yamabuki
- Kentarou Minami (capitão)
- Masami Higashikata (sub-capitão)
- Kiyosumi Sengoku
- Jin Akutsu
- Taichi Dan
- Ichiuma Kita
- Inakichi Nitobe
- Touji Muromachi

### Hyotei
- Keigo Atobe (capitão)
- Yuushi Oshitari
- Ryoh Shishido
- Choutarou Ohtori
- Gakuto Mukahi
- Jiroh Akutagawa
- Wakashi Hiyoshi
- Munehiro Kabaji (tesoureiro)
- Haginosuke Taki (ex-tesoureiro)

### Midoriyama
- Yasuyuki Kiraku (capitão)
- Takuma Minamoto (sub-capitão)
- Masato Takase
- Wataru Kitamura
- Itto Habu
- Junpei Kongawa
- Akane Tsuta

### Jyosei Shonan
- Takahisa Kajimoto (capitão)
- Hiroshi Wakato (sub-capitão)
- Youhei Tanaka
- Kouhei Tanaka
- Reiji Shinjyou
- Shou Ota
- Daichi Kiriyama

### Rokkaku Chuu
- Kentarou Aoi (capitão)
- Kojirou Saeki (sub-capitão)
- Ryou Kisarazu
- Hikaru "Dabide" Amane
- Harukaze Kurobane
- Marehiko Itsuki
- Satoshi Shudou

### Rikkaidai
- Seiichi Yukimura (capitão)
- Genichirou Sanada (sub-capitão)
- Renji Yanagi
- Akaya Kirihara
- Masaharu Niou
- Hiroshi Yagyuu
- Bunta Marui
- Jackal Kuwahara

### Higa Chuu
- Eishirou Kite (capitão)
- Yuujirou Kai (sub-capitão)
- Hiroshi Chinen
- Kei Tanishi
- Rin Hirakoba
- Tomoya Shiranui
- Kouichi Aragaki

### Shitenhouji Chuu
- Shiraishi Kuranosuke (capitão)

Nascimento: 14/12. (14/04, de acordo com o Fanbook 40.5.)
- Kenchirou Koishikawa

(sub-capitão)
- Tooyama Kintarou

Nascimento: 01/04
- Chitose Senri

Nascimento: 31/12
- Zaizen Hikaru

Nascimento: 20/07
- Oshitari Kenya

Nascimento: 17/03
- Hitouji Yuuji

Nascimento: 11/09.
- Konjiki Koharu

Nascimento: 09/11.
- Ishida Gin

## Aberturas e Encerramentos
Temas de abertura (openings)
- Episódios 1 ao 26: "Future" por Hiro-X
- Episódios 27 ao 53: "Driving Myself" por Hiro-X
- Episódios 54 ao 75: "Make You Free" por Kimeru (Segunda versão por Hisoca)
- Episódios 76 ao 101: "Long Way" por Ikuo
- Episódios 102 ao 128: "Fly High" por Toshihiko Matsunaga
- Episódios 129 ao 153: "Shining" por Yuki shirai
- Episódios 154 ao 165: "Paradise" por Yuusuke Toriumi
- Episódios 166 ao 178: "Dream Believer" por Osami Masaki

Temas de encerramento (endings)
- Episódios 1 ao 26: "You got Game?" por Kimeru
- Episódios 27 ao 35, 38 ao 39, 41 ao 47 e 49 ao 53: "Keep your style" por Masataka Fujishige
- Episódios 36 ao 37, 40 e 48: "Walk On" por Masataka Fujishige
- Episódios 54 ao 75: "White Line" por Aozu
- Episódios 76 ao 101: "Kaze no Tabibito" por Fureai
- Episódios 102 ao 140: "Sakura" por Yuumu Hamaguchi
- Episódios 141 ao 165: "Wonderful Days" por Pull Tab to Kan
- Episódios 166 ao 177: "Little Sky" por Kentaro Fukushi
- Episódio 178: "Future" por Hiro-X

## Mídias

### Musicais
The Prince of Tennis também deu origem a vários músicais, chamados de Tenimyu. Nesses musicais são mostrados os principais jogos que a Seigaku participou no Anime. O grupo de atores que participa desses musicais sempre muda a cada 3 apresentações diferentes, mais ou menos.
Alguns dos principais musicais:
- Tennis no Oujisama: The Musical
- Remarkable First Match Fudomine
- Dream Live First (apresentação ao vivo)
- More Than Limit St Rudolph
- Tenimyu in Winter: Side Fudomine ~ Special Match ~ (última apresentação do primeiro cast de atores)
- Tenimyu in Winter: Side Yamabuki Featuring St Rudolph
- Dream Live Second (apresentação ao vivo)
- The Imperial Match Hyotei Gakuen
- The Imperial Match Hyotei Gakuen in Winter
- Dream Live Third (apresentação ao vivo)(última apresentação do segundo cast de atores)
- Advancement Match Rokkaku featuring Hyoutei Gakuen
- Absolute King Rikkai featuring Rokkaku ~First Service
- Dream Live 4th
- Absolute King Rikkai feat. Rokkaku ~ Second Service
- The Progressive Match Higa Chuu feat Rikkai
- Dream Live 5th

1. 4 See also

### Filme
Em 13 de Maio de 2006 um filme Live Action de The Prince of Tennis foi lançado no Japão. Os atores que participam da produção são, em sua grande maioria, do segundo cast do musical. O filme cobre, principalmente, o jogo da Seigaku contra a Hyotei.
O filme ficou da décima posição do ranking dos filmes mais assistidos do Japão na semana de lançamento.
Além do filme live action, The prince of tennis também ganhou um filme animado, intitulado: The Prince of Tennis: The two samurais: the first game. O filme tem 64 minutos de duração.
Em 2011 foi lançado um novo filme para comemorar o 10º aniversário da série. Este filme terá seu lançamento em DVD no dia 23 de março de 2012. O nome traduzido para o português diretamente do japonês teve que ser um pouco modificado para melhor entendimento, ficando próximo a este The Prince of Tennis: O Castelo da Batalha (劇場版　テニスの王子様　英国式庭球城決戦！)